# シャルル・プリニエ

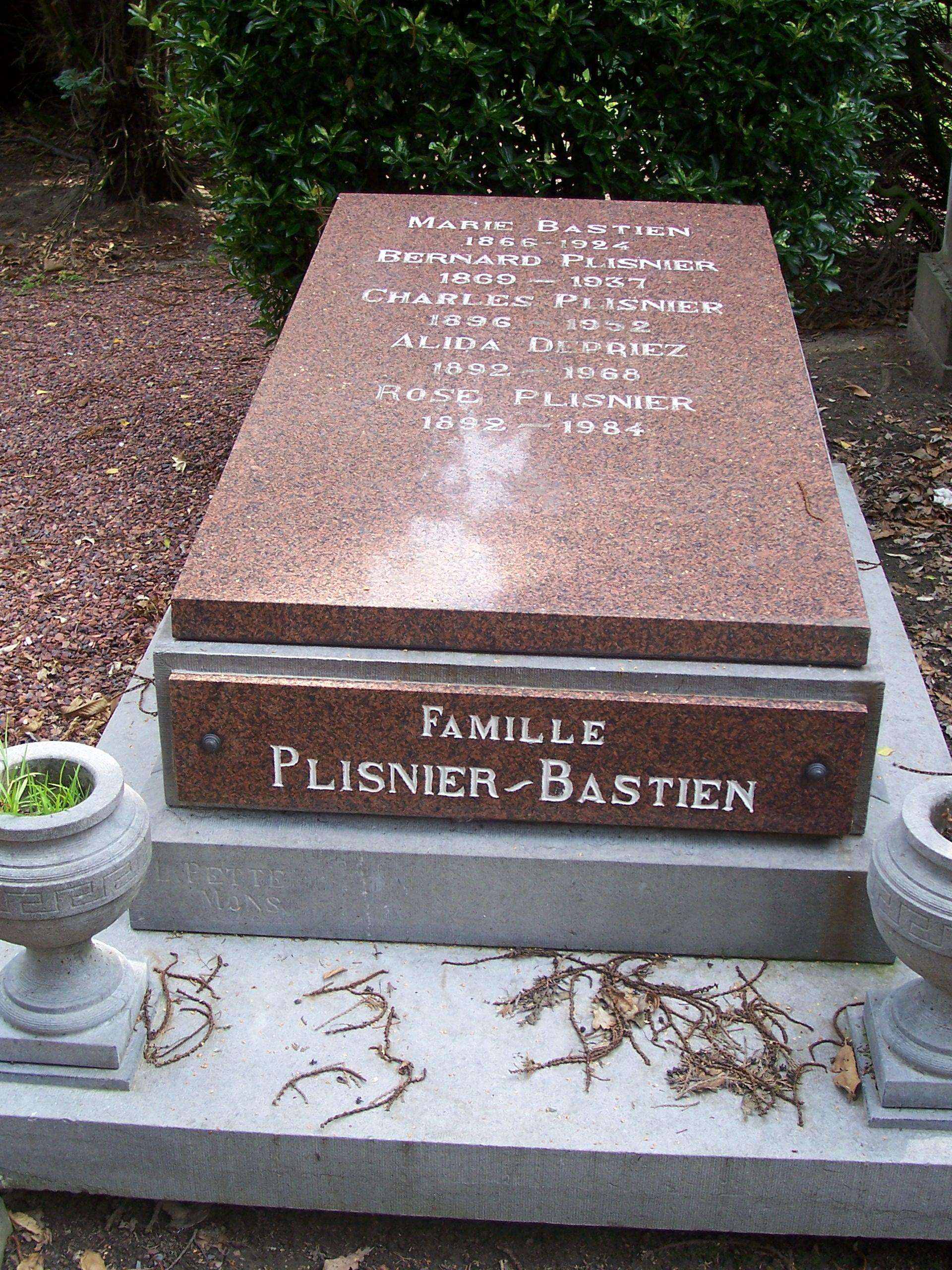
モンスの墓地にある、一家の墓。上から3人目にプリニエの名が見える。

シャルル・プリニエ、ないし、シャルル・プリスニエ（Charles Plisnier、1896年12月13日 - 1952年7月17日）は、ベルギーのワロン地域出身の著作家。グリンに生まれ、ブリュッセルに没した。

## 経歴
父親がプロテスタント、母親がカトリックという家庭に育つ。工場労働者であった母親から労働者階級の出自を受け継ぎ、人気者のインテリであった父親からブルジョワ的一面を受け継いだ。青年期には共産主義者であり、1920年代後半の短期間は、トロツキー主義運動に加わっていた時期もあった。やがて共産主義を捨て、ローマ・カトリック教徒となったが、マルクス主義の立場には留まった。文学に取り組み、まず詩人として詩集をいくつか発表した。後には、ブルジョワ社会に抵抗する家族の物語を書いた。1936年に発表した『結婚 (Mariages)』は社会的慣習の限界を扱った作品であり、1939年から1941年にかけて5巻本で発表された『人殺し (Meurtres)』は、理想主義者の悲劇的主人公ノエル・アナキン (Noël Annequin) の偽善との闘いを中心とした作品である。
1937年には、アーサー・ケストラー的な精神からスターリン主義を批判した短編集『偽旅券 (Faux passeports)』で、ゴンクール賞を受賞した。彼は、フランス人以外では最初のゴンクール賞受賞者であった。
彼は、ワロン地域運動の活動家でもあった。彼は、1945年にリエージュで開催されたワロン国民会議に参加し、フランス帰属主義の立場から発言した。この会議の最後に彼が演説した際にはスタンディングオベーションが起こり、続いて会場にいた者たちが「ラ・マルセイエーズ」を歌った。

## おもな著作
- Mariages, 1936
  - 日本語訳：（井上勇 訳）結婚（上・下）、三笠書房、1951年
- Faux Passeports, 1937
  - 日本語訳：（井上勇 訳）偽旅券、板垣書店、1950年
- Beauté des laides, 1951
  - 日本語訳：（関義 訳）醜女の日記、ダヴィッド社、1952年（後に新潮文庫）